# 帯封

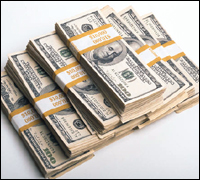
帯封付き100ドル紙幣の束

帯封（おびふう）とは、札束や書類などを束ねているテープ状（帯状）の紙のこと。紙テープではなくフィルムテープのものもある。帯封の機械として帯封機があるが、その原理は結束機と同じである。

## 札束と帯封
紙幣100枚を束ねる場合は、紙幣の幅が狭い部分を1〜2cmくらいの幅の紙で結束する。これを小束と通称する。紙幣1000枚を束ねる場合は、小束を10個積み重ねて、その上に5cmくらいの幅の紙を縦と横に十字の形に巻き結束する。これを大束と通称する。金融機関同士の取引では、大束10個を樹脂製フィルムで包装して1万枚セットにしたものが使われる。これは全て1万円札ならば金額は1億円で重量は10.5kg（紙幣の重量は法令では定められていない）である。
帯封は一見するとただの紙だが、銀行などの金融機関で支払いに使われる場合は銀行のロゴマークや結束担当者の印鑑や日付が入っていることもあり、紙幣の出所を証明する効果もある。大金が動く疑獄事件では、帯封に記された金融機関名などによって資金の流れが解明される場合がある。また帯封自体が信頼できる機関からの高額拠出の証明となるため、貴金属店などでの高額取引の際は金融機関などの帯封がない札束での取引を断る場合もある。
ただし、日本銀行券には日本銀行法第46条第2項により強制通用力（「法貨として無制限に通用する」効力）が与えられているため、債務者が債務の弁済として日本銀行券の束を提供した場合、帯封がないことを理由として弁済の受領を拒絶することは許されないのが原則である。
競馬において100万円以上の配当金がJRAの払戻窓口から支払われる場合、JRAオリジナルデザインの帯封で結束されて支払われる。この帯封もJRA拠出の証明となる。